# Gordon Purcell
Gordon Purcell, né le 14 février 1959, est un dessinateur de comics.

## Biographie
Gordon Purcell naît le 14 février 1959. En 1977, Il suit des études d'art et de théâtre à l'université du Minnesota. Il juge que les cours de théâtre lui ont été très utile dans sa carrière de dessinateur lorsqu'il s'agit du design des personnages, de la création d'un décors ou de costumes. Lors de la dernière année d'étude, il fait partie d'un voyage organisé à New York par la classe de théâtre. Il décide de montrer ses travaux de dessins à Marvel Comics et DC Comics. Cette dernière le rappelle peu après et lui propose de rejoindre son programme de jeunes artistes qui vise à trouver de nouveaux talents. Son premier travail apparaît dans le douzième numéro du deuxième volume de The Flash. Il s'agit d'une histoire bonus mettant en scène le super-vilain Docteur Light. Même s'il travaille en indépendant sans préférence pour une maison d'édition en particulier, il doit sa renommée pour avoir dessiné de nombreux épisodes de l'adaptation de Star Trek publiée par DC. Il a dessiné tous les équipages de la franchise. Il a aussi travaillé sur d'autres adaptations de séries comme X-Files, Xena, Terminator, etc. Pour DC  son nom se retrouve sur des épisodes de Superman, Justice League, New Teen Titans, Flash  et pour Marvel sur Silver Sable , Les Vengeurs. Il a aussi travaillé pour Dark Horse Comics, Image Comics, IDW,.

### DC Comics
- The Flash #12 (Doctor Light insert); #23 (1988–1989)
- Gammarauders #4, 7–8, 10 (1989)
- JLA Showcase 80-Page Giant #1 (2000)
- Justice League Unlimited #19, 34, 39 (2006–2008)
- Star Trek #53–54 (1988)
- Star Trek vol. 2 #12–16, 19–26, 30–33, 37–38, 40, 42–44, Annual #4 (1990–1993)
- Star Trek Generations #1 (1995)
- Star Trek Special #1 (2001)
- Star Trek VI: The Undiscovered Country #1 (1992)
- Star Trek: The Next Generation vol. 2 #7–8, 71–75, 77–80, Annual #1, Special #2 (1990–1996)
- Star Trek: The Next Generation/Star Trek: Deep Space Nine  #1–2 (1994–1995)

#### Paradox Press
- The Big Book of Bad (1998)
- The Big Book of Hoaxes (1996)
- The Big Book of Losers (1997)
- The Big Book of Martyrs (1997)
- The Big Book of the Unexplained (1997)
- The Big Book of the Weird Wild West (1998)
- The Big Book of Thugs (1996)
- The Big Book of Urban Legends (1994)
- The Big Book of Vice (1999)

### First Comics
- Grimjack #39 (1987)

### Heroic Publishing
- Flare #7 (1991)
- Flare vol. 2 #1–2, 28–29 (2004–2005)
- League of Champions #7 (1992)
- Witchgirls Inc. #5 (2007)

### IDW Publishing
- Star Trek Year Four: Enterprise Experiment #1, 3 (2008)
- Star Trek: The Next Generation / Doctor Who: Assimilation² #5–8 (2012)
- Star Trek: Year Four #3 (2007)

### Image Comics
- Protectors, Inc. #1, 5–6 (2013–2014)

### Malibu Comics
- Star Trek: Deep Space Nine #1–2, 4–5, 8–9 (1993–1994)
- Star Trek: Deep Space Nine/Star Trek: The Next Generation #1–2 (1994)

### Marvel Comics
- Les Vengeurs #362 (1993)
- Mad-Dog #1–6 (1993)
- Silver Sable and the Wild Pack #24, 27–29, 31, 33–35 (1994–1995)
- Wonder Man #12, Annual #2 (1992–1993)

### Moonstone Books
- Kolchak: The Night Stalker #1 (2002)

### Topps Comics
- The X-Files #17, 20–21, 24–29 (1996–1997)
- The X-Files: Ground Zero #1–4 (1997–1998)